# Javier Fernández Aguado
Javier Fernández Aguado (* 1961 in Madrid) ist ein spanischer Wirtschaftswissenschaftler und Experte im Bereich Management.

## Leben
Er wurde in Madrid geboren und hat seinen Doktor 1996 an der Universität Complutense in Madrid im Bereich Wirtschaftswissenschaften gemacht. Unter seinen Auszeichnungen befinden sich unter anderem der „Premio Nacional J.A Artigas“, ein Preis für die beste Forschung in Sozialwissenschaften (1997). Außerdem ist er der einzige spanische Bürger, der den Peter Drucker Preis für innovatives Management erhalten hat (USA.2008). Momentan ist Javier Fernandez Aguado Präsident bzw. Vorsitzender von MindValue.
Des Weiteren hat er 33 Bücher geschrieben, welche vor allem in der Kollektion LID Editorial in seinem Namen erschienen sind.
Er ist Erfinder von sechs Modellen, zwei davon sind Modelle zur organisierten Diagnose „Gestión de lo Imperfecto“ (Management des Unvollkommenen) und „Patologías organizativas“ (organisierte Pathologie). Die anderen handeln vor allem von Transformationen und Veränderungen („Feelings Management“), „Will Management“ und „Dirección por Hábitos“ (Führung durch Gewohnheiten).
Es wurden 300 Bücher und Arbeiten geschrieben, die seine Denkweise analysieren. Ein Dutzend davon stammen aus 6 Ländern der EU und Amerika. Sie wurden von dem britischen Schriftsteller Cristopher Smith in einem Buch (Management des XXI Jahrhunderts, Reflexionen über die Denkweise von Javier Fernandez Aguado) zusammengefasst. Unter anderem trugen Eduardo Punset, Marcos Urarte und Nuria Chinchilla etwas zu dem Buch bei.
2010 fand in Madrid ein Symposium statt, auf dem seine Theorien analysiert wurden. 600 Wissenschaftler aus 12 Ländern der EU und Amerika nahmen daran teil. Anschließend wurden ihre Vorträge in einem Buch veröffentlicht.

## Werke

### Monografien
- Le sfide dell’esistenza, Ares, 1990.
- La causa sui en Descartes, Semsa, 1991.
- La arrogancia de Hayek, UCM, 1993.
- Historia de la Escuela de Comercio de Madrid y su influencia en la formación gerencial española (1850-1970), AECA-Icotme, 1997.
- La formación como ventaja competitiva, ESUMA-University of Hertfordshire, 1997.
- Ética, profesión y virtud, Grupo de Estudios Jurídicos, 1998.
- Habilidades directivas: una aproximación, Seguros Génesis, 1999.
- Dirigir personas en la empresa. Enfoque conceptual y aplicaciones prácticas, Pirámide, 1999.
- Sobre el hombre y la empresa, Instituto Superior de Técnicas y Prácticas Bancarias-ISTPB, 1999.
- Crear empresa, CIE Dossat 2000, 2000.
- Mil consejos para un directivo, CIE Dossat 2000, 2000.
- Dirección por Hábitos y Desarrollo de Personas, La Caixa, 2001.
- La gestión de lo imperfecto, La Caixa, 2001.
- Dirección por Valores, AECA, 2001.
- La empresa en el cine. 70 películas para la formación empresarial, CIE Dossat 2000, 2001.
- Curso de habilidades directivas, Instituto Superior de Técnicas y Prácticas Bancarias-ISTPB, 2001.
- La felicidad posible, CIE Dossat 2000, 2001.
- Dirigir y motivar equipos. Claves para un buen gobierno, Ariel, 2002.
- Management: la enseñanza de los clásicos, Ariel, 2003.
- Managing the Imperfect, Instituto de Estudios Superiores-Deloitte, 2003.
- Management par la Valeur, Safetykleen, 2003.
- Feelings Management. La Gestión de los sentimientos organizativos, la Caixa, 2004.
- Liderar en tiempos de incertidumbre, Mindvalue-Hertz, 2005.
- Fundamentos de organización de empresas. Breve historia del Management, Narcea, 2006.
- Patologías organizativas, Mindvalue, 2007.
- Formar directivos y otros ensayos, Instituto Internacional Bravo Murillo, 2007.
- El alma de las organizaciones, MindValue, 2009.
- Templarios. Enseñanzas para organizaciones contemporáneas, MindValue, 2010.
- Versión con introducción y notas de Ética a Nicómaco, de Aristóteles, LID, 2001.
- Preparar la postcrisis. Enseñanzas de la Grecia clásica, Crecento-Expansión, 2010.
- 1010 Consejos para un emprendedor, LID, 2011.
- El diccionario del liderazgo, LID, 2012.
- Roma, Escuela de directivos, LID, 2012.
- Egipto, escuela de directivos, LID, 2013
- El management del III Reich, LID, 2015
- ¡Camaradas! De Lenin a hoy, LID, 2017
- Jesuitas, liderar talento libre, LID, 2018
- Liderar en un mundo imperfecto, LLID, 2019
- 2000 años liderando equipos, Kolima, 2020

### Beiträge
- Diccionario enciclopédico Empresarial, BBV-Instituto Superior de Técnicas y Prácticas Bancarias-ISTPB, 1999.
- El euro y la empresa, Instituto Superior de Técnicas y Prácticas Bancarias-ISTPB, 1999.
- Cómo elaborar un manual de franquicia. Un ejemplo práctico, CIE Dossat 2000, 2000.
- Proverbios para la empresa. Sabiduría de siempre para directivos de hoy, CIE Dossat 2000, 2ª edición, 2000.
- Manual de creación de empresa. Como emprender y consolidar un proyecto empresarial, Edisofer, 2000.
- Técnicas para mejorar la gestión empresarial, Instituto Superior de Técnicas y prácticas Bancarias, 2000.
- Gestión y Dirección de Recursos Humanos, Instituto Superior de Técnicas y prácticas Bancarias, 2000.
- La inversión bursátil sin secretos, Instituto Superior de técnicas y prácticas Bancarias-BBVA, 2000.
- La ética en los negocios, Ariel, 2001.
- Diccionario Enciclopédico Profesional de Finanzas y Empresa, ACCENTURE-Instituto Superior de Técnicas y Prácticas Bancarias, 2001.
- Dirigir en el siglo XXI, Deusto, 2002.
- Nuevas claves para la Dirección Estratégica, Ariel, 2002.
- Management español: los mejores textos, Ariel, 2002.
- Creación de empresa; los mejores textos, Ariel, 2003.
- Desaprendizaje organizativo, Ariel, 2004.
- Ética y actividad empresarial, Minerva, 2004.
- Will Management, GEC, 2004.
- La concepción española del liderazgo, Deloitte-Instituto de Empresa, 2004.
- Progreso directivo y Coaching empresarial, Eunsa, 2005.
- Feelings Management. Una aplicación práctica, Thinking Heads, 2005.
- La contabilidad como magisterio. Homenaje al profesor Rafael Ramos Cerveró, Universidad de Sevilla-Universidad de Valladolid, 2005.
- El arte de emprender. Manual para la formación de emprendedores, Universidad Nebrija-BBVA, 2007.
- Cambiar para crecer, Confederación Española de Directivos y Ejecutivos-CEDE, 2007.
- Patologías en las organizaciones, LID, 2007.
- La soledad del directivo, LI, 2011.
- La sociedad que no amaba a las mujeres, LID, 2012.
- Claves del Management, LID, 2013.